# Uddevalla
Uddevalla es una localidad sueca localizada en Västra Götaland, en la provincia de Bohuslän. Según el censo de 2010 la población era de 31.212 habitantes.
Está localizada al sureste de la bahía de Skagerrak. Sus playas están llenas de conchas marinas siendo uno de los bancos de moluscos más grandes del mundo.
En la misma costa hay un pequeño puerto que hizo sus funciones de embarcaderos, sin embargo en los años 1970 los embarcaderos del país empezaron a ser poco rentables hasta que en 1985 tuvo que cerrar.

## Historia

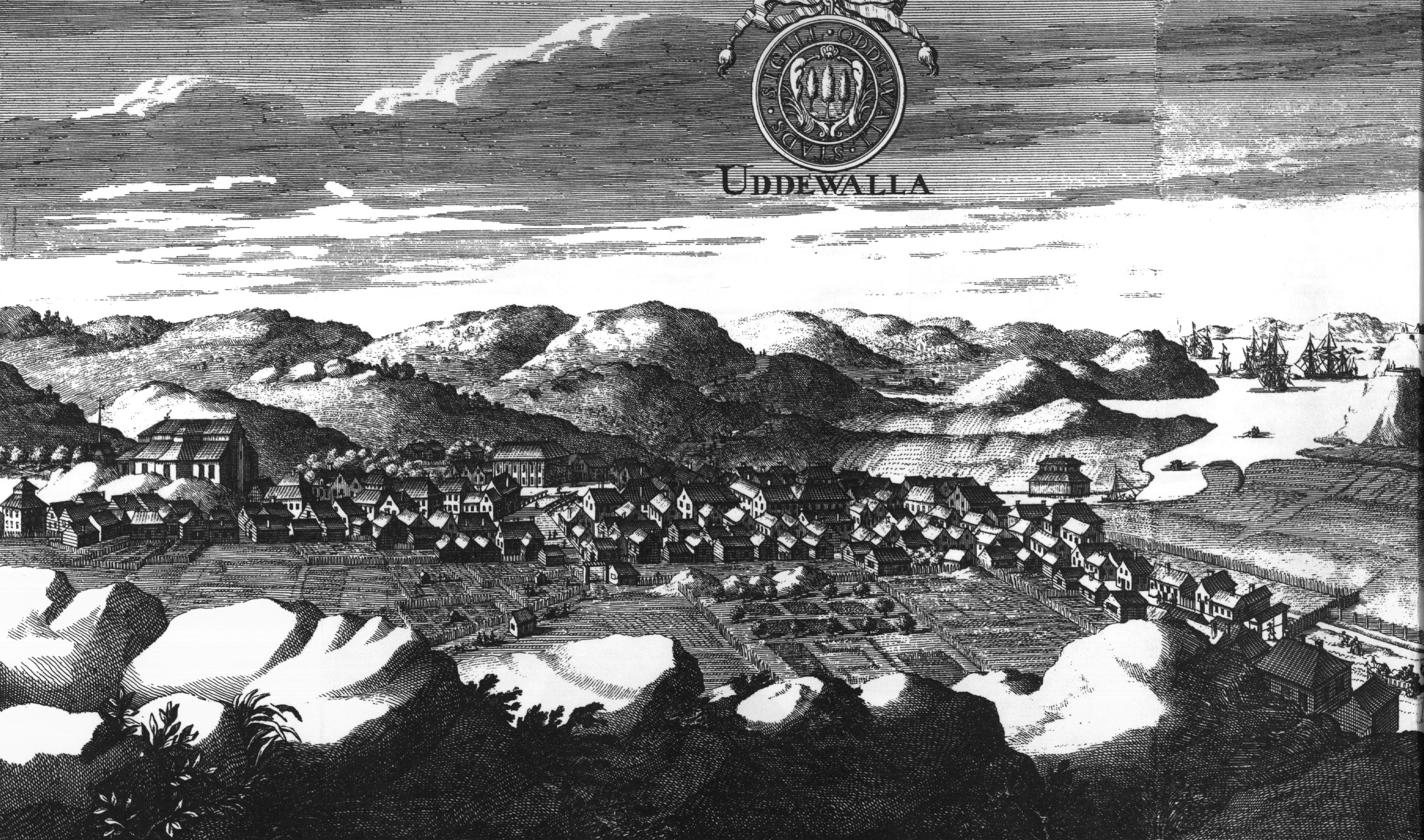
Grabado de Uddevalla por 1700 hecho por Suecia antiqua et hodierna

En 1498 obtuvo su estatus de ciudad. Tiempo atrás perteneció a Noruega. Debido a su cercanía fronteriza con Dinamarca y Suecia, Uddevalla sufrió varios asedios. En 1612 fue reducida a cenizas por el ejército sueco comandado por Jesper Mattson Krus y treinta años después por el Cmdte. Harald Stake. En 1658 el territorio fue cedido a Suecia tras la firma del tratado de Roskilde y al año siguiente los noruegos recuperaron el territorio, pero en 1660 regresó de nuevo a los dominios suecos de acuerdo con el Tratado de Copenhague (1660). La última vez que los noruegos intentaron hacerse con el control de Uddevalla fue en 1788.

## Industria
Durante los siglos XVIII y XIX la piscifactoría fue la principal fuente de ingresos de la ciudad. Sin embargo los constantes incendios que asolaron la ciudad junto con la apertura del canal de Trollhättan llevaron a los ciudadanos a la pobreza más extrema y las piscifactorías empezaron a quebrar.
Entre 1870 y 1880 la zona empezó a industrializarse. Parte del desarrollo de la ciudad se debió al empresario escocés: William Thorburn, el cual dijo sentirse atraído por "la belleza de la ciudad" en la que se trasladó a vivir con su mujer en 1822. Sus primeras empresas estaban dirigidas al sector textil aunque también contribuyó en la construcción de la línea ferroviaria Bohusbanan (propiedad de Trafikverket: Administración Sueca de Transportes).
En 1958, el estadio Rimnersvallen fue una de las sedes del Mundial de Fútbol en Suecia. El estadio es la sede del IK Oddevold.

## Personalidades
Martin Dahlin, futbolista internacional sueco.

## Ciudades hermanadas
Uddevalla mantiene un hermanamiento de ciudades con:
- Irvine, Escocia, Reino Unido.
- Jõhvi, Ida-Viru, Estonia.
- Loimaa, Finlandia.
- Mosfellsbær, Höfuðborgarsvæðið, Islandia.
- Okazaki, Aichi, Japón.
- Skien, Telemark, Noruega.
- Thisted, Jutlandia Septentrional, Dinamarca.